# گابیچه ماره
گابیچه ماره (به ایتالیایی: Gabicce Mare) شهری کوچک و یک کومونه در استان پزارو و اوربینو در ناحیهٔ مارکه ایتالیا است. گابیچه ماره در کرانهٔ دریای آدریاتیک قرار گرفته و امروزه از نظر جذب توریست اهمیت دارد.

## نگارخانه

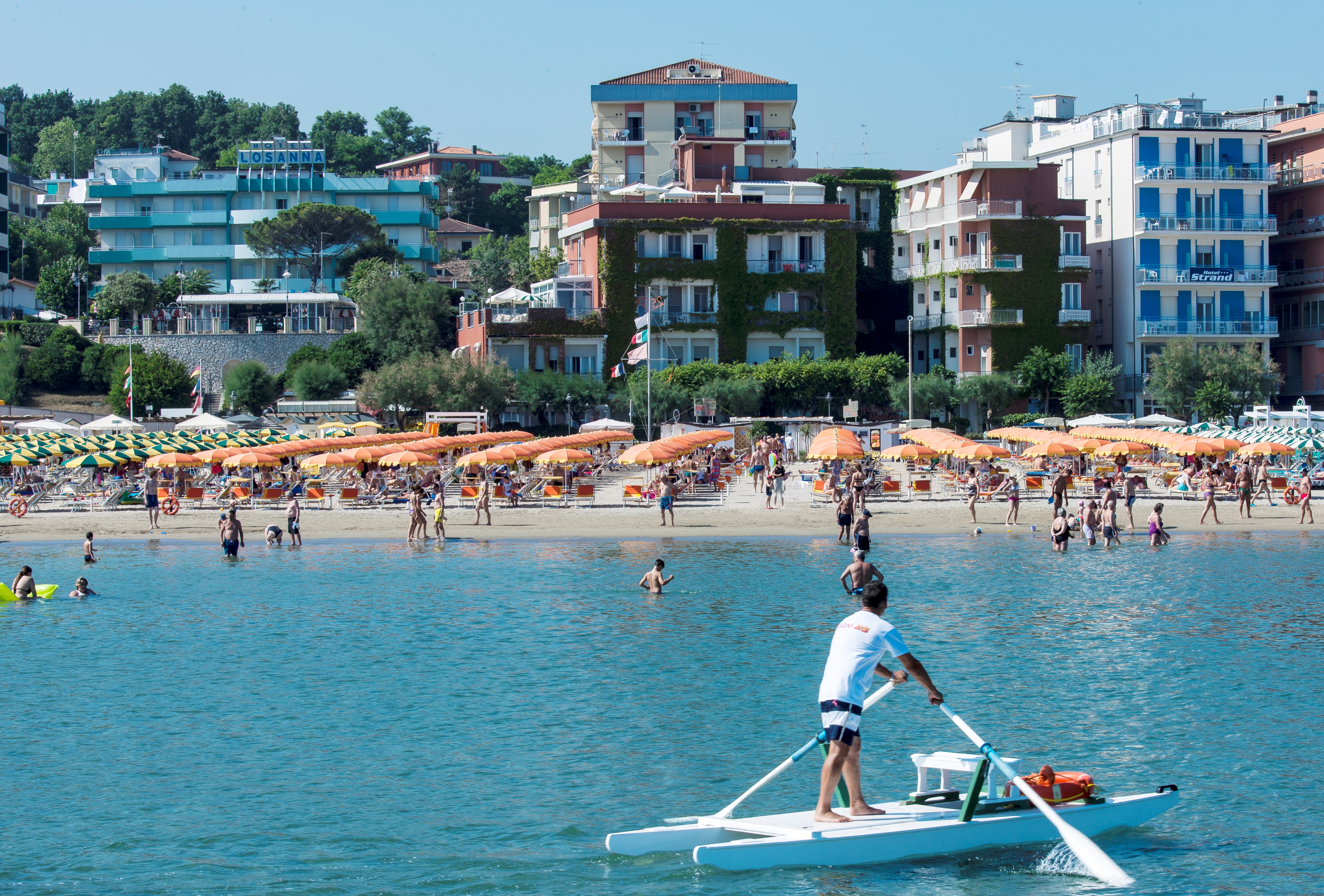
ساحل گابیچه ماره
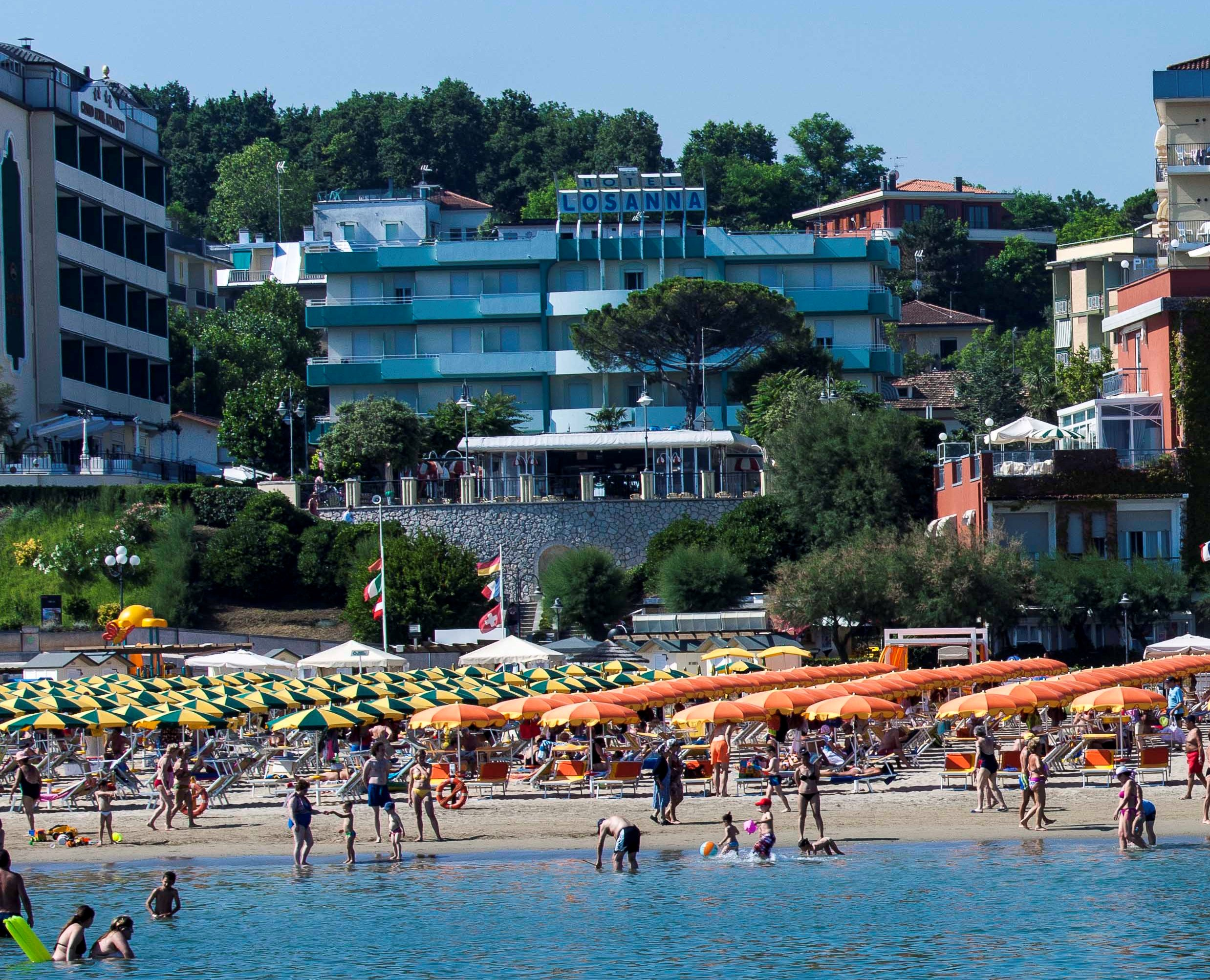
جمعیت حاضر در ساحل
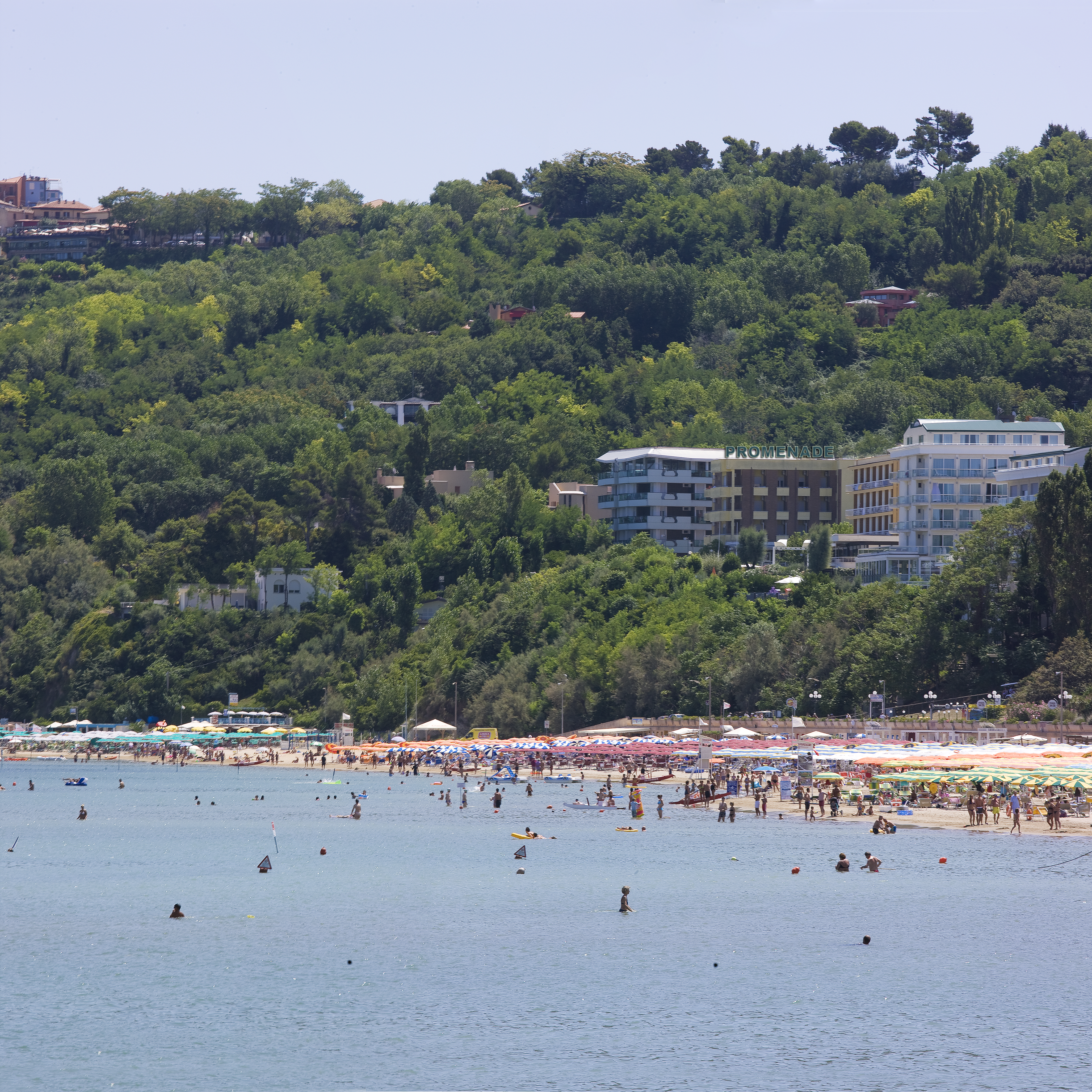
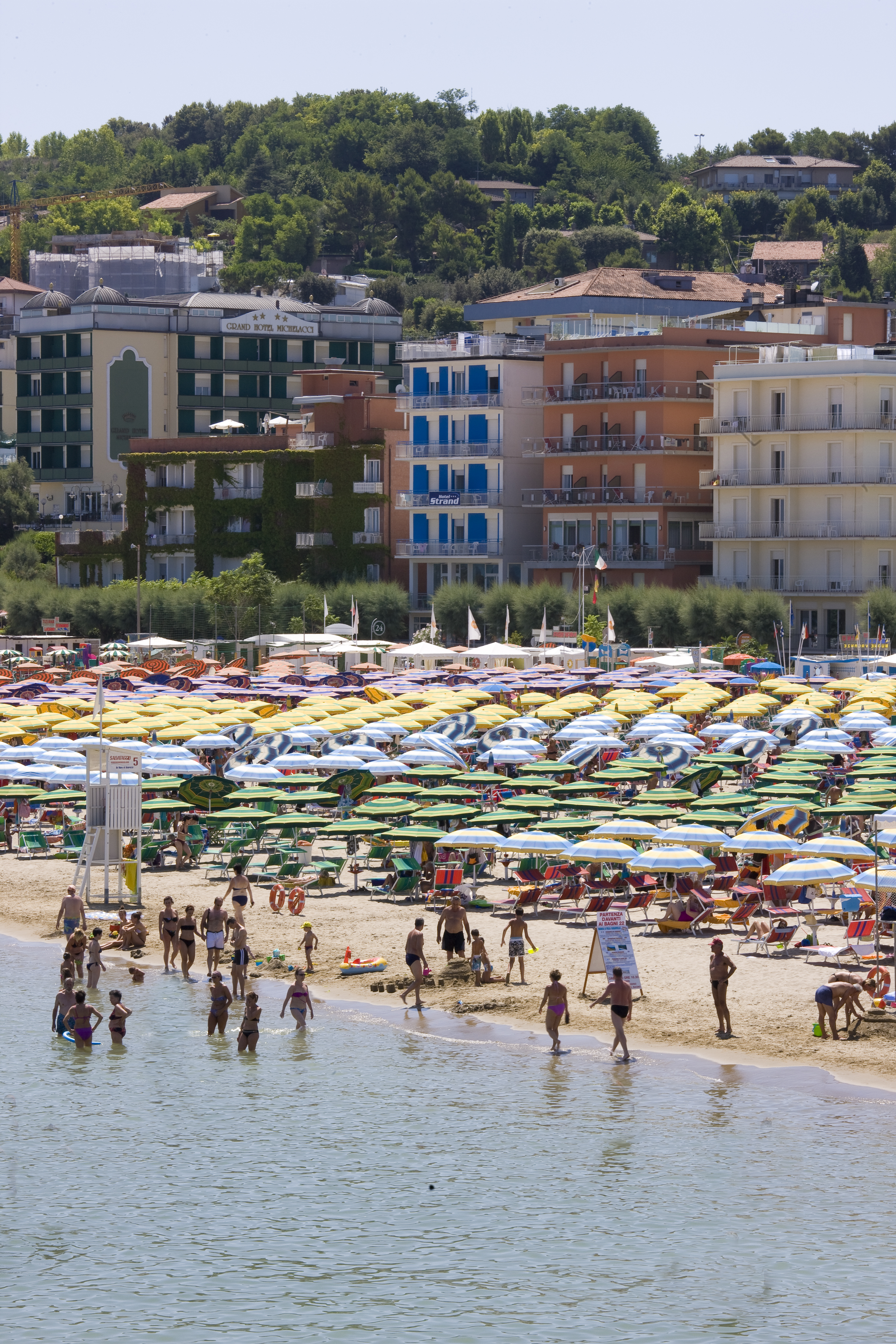
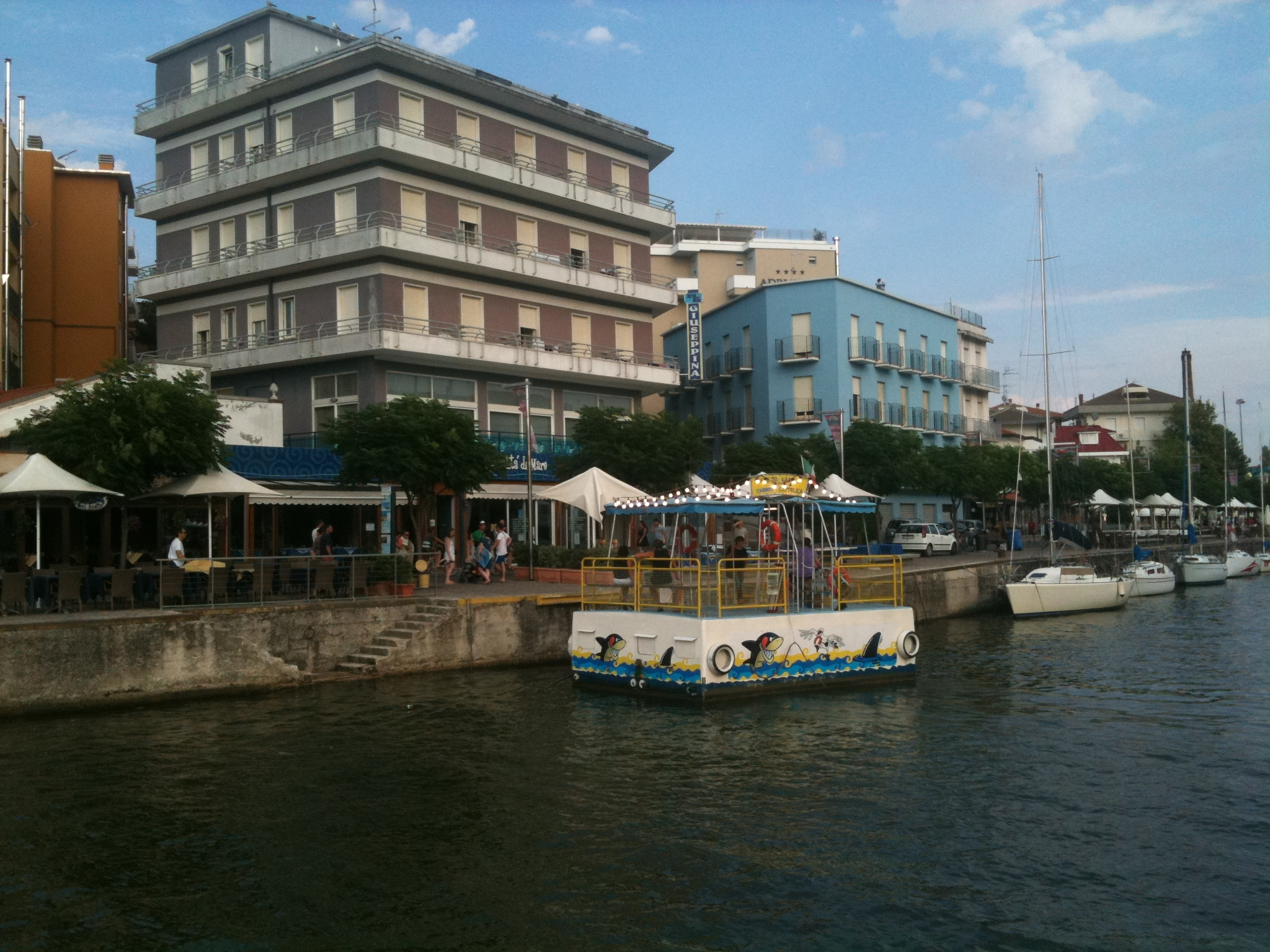